# Accident ferroviaire du pont de Dee
L'accident ferroviaire du pont de Dee est un accident de chemin de fer qui a eu lieu le 24 mai 1847 sur le pont de la rivière Dee à Chester, en Angleterre ; et qui a coûté la vie à cinq personnes. Il a été causé par la faiblesse de poutrelles du pont en fonte, renforcées par des tirants en fer forgé, et a causé la critique de son concepteur, Robert Stephenson, fils de George Stephenson.

## Généralités
Dans le cadre du projet planifié dans les années 1840 pour le développement des chemins de fer britanniques, il y avait besoin d'un pont sur la rivière Dee pour rejoindre Chester à Holyhead. Ce pont a été construit en utilisant des poutrelles en fonte fabriquées par Horseley Ironworks, chaque poutrelle étant constituée de trois grandes pièces de fonte assemblées par queues d'aronde et boulonnées dur sur une pièce de renfort. Chaque poutrelle était renforcée dans le sens de la longueur par des barres en fer forgé. Le pont a été terminé en septembre 1846 et ouvert au trafic après approbation par l'Inspecteur des Chemins de Fer, le général Charles Pasley.

## Accident
Le 24 mai 1847, les voitures d'un train de passagers local se dirigeant vers Ruabon est passé au travers du pont et a plongé dans la rivière. L'accident a coûté la vie à cinq personnes (trois passagers, le contrôleur du train et le chauffeur de la locomotive) et a fait neuf blessés graves.
Le pont avait été dessiné par Robert Stephenson, qui a été accusé de négligence par une enquête locale. Bien que résistant à la compression, la fonte est cassante lorsqu'elle est soumise à de la tension ou à une flexion, toutefois, le jour de l'accident le tablier du pont était recouvert d'un ballast de pierres afin d'empêcher les traverses en chêne de prendre feu. Stephenson avait pris cette précaution à cause d'un récent incendie sur le Great Western Railway à Uxbridge, près de Londres, où le pont d'Isambard Kingdom Brunel avait pris feu et s'était écroulé.

## Enquête
L'enquête a été l'une des premières enquêtes importantes menées par l'Inspection des Chemins de Fer (Railway Inspectorate) qui venait d'être instituée. L'investigateur principal était le Capitaine Simmons, du Corps des Ingénieurs Royaux (Royal Engineers) et son rapport a suggéré que la flexion répétée des poutrelles l'avaient substantiellement affaibli. Il a examiné les éléments cassés de la poutre principale et confirmé que la poutrelle avait cassé en deux endroits, la première cassure ayant eu lieu au centre. Il a testé les poutrelles restantes en faisant passer dessus une locomotive et a constaté qu'elle fléchissaient de plusieurs pouces sous le déplacement de la charge. Il en a conclu que la conception avait un défaut à la base et que les tirants en fer forgé fixés sur les poutrelles ne les renforçaient pas du tout, conclusion partagée par le jury de l'enquête. La conception de Stephenson comptait sur les tirants en fer forgé pour renforcer les structures finies, mais, fixées aux poutrelles elles-mêmes, elles se déformaient sous l'effet de toute charge supportée par le pont.
Stephenson a soutenu que la locomotive avait déraillé pendant la traversée du pont et que c'était l'impact sur la poutrelle qui l'avait fracturée. Toutefois, des témoins oculaires ont dit qu'ils ont vu la poutrelle casser en premier, et que la locomotive et son tender sont restés sur les rails à l'extrémité du pont. En effet, le conducteur du train a couru jusqu'à la gare suivante pour prévenir de l'accident et empêcher un autre train d'utiliser la ligne. Il est alors passé de l'autre côté et est allé jusqu'à Chester où il a délivré le même avertissement.

## La Commission Royale

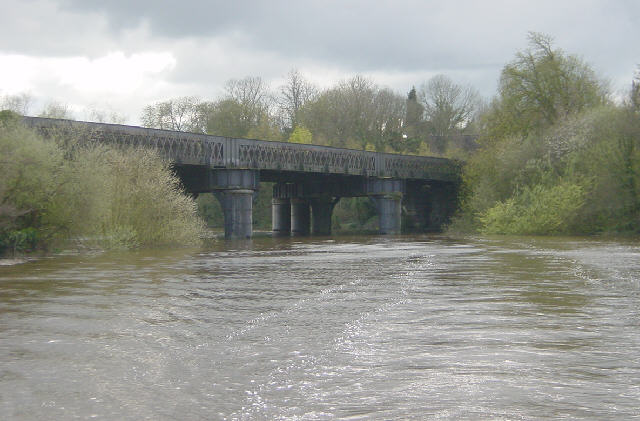
Pont de chemin de fer moderne à Chester, enjambant la rivière entre Curzon Park et le Roodee. Photo prise à marée haute

Une Commission Royale ultérieure (qui a livré son rapport en 1849) a dénoncé la conception et l'utilisation de fonte renforcée dans les ponts de chemin de fer, mais il y a eu plusieurs autres accidents de ponts en fonte dans les années qui ont suivi, par exemple l'affaissement du pont de Wooton et l'accident du pont de Bull. il y a eu d'autres cas, comme les accidents de chemin de fer de Staplehurst,  d'Inverythan et de Norwood Junction. toutes ces structures utilisaient des poutrelles en fonte non renforcées et en général ont été détruits du fait de soufflures ou d'autres défauts de coulée à l'intérieur du matériau brut, et donc complètement cachés à la vue.
L'accident de Norwood en 1891 a mené à une révision de toutes les structures similaires par sir John Fowler, qui a recommandé leur remplacement. La fonte avait été utilisée avec succès pour le Crystal Palace de 1851 et le viaduc de Crumlin en Galles du Sud (South Wales), construit en 1857, mais le premier Pont de Chemin de fer de Tay de 1878 s'est écroulé d'une façon catastrophique à cause d'une mauvaise utilisation du matériau, mettant les pitons en fonte des colonnes sous tension. La catastrophe du Tay Bridge a décidé les ingénieurs à utiliser de l'acier, comme ce fut le cas du Forth railway Bridge de 1890
Le pont a été reconstruit plus tard en utilisant du fer forgé après plusieurs tentatives d'utilisation de la fonte par Stephenson qui ont échoué.